# Список запорозьких поселень

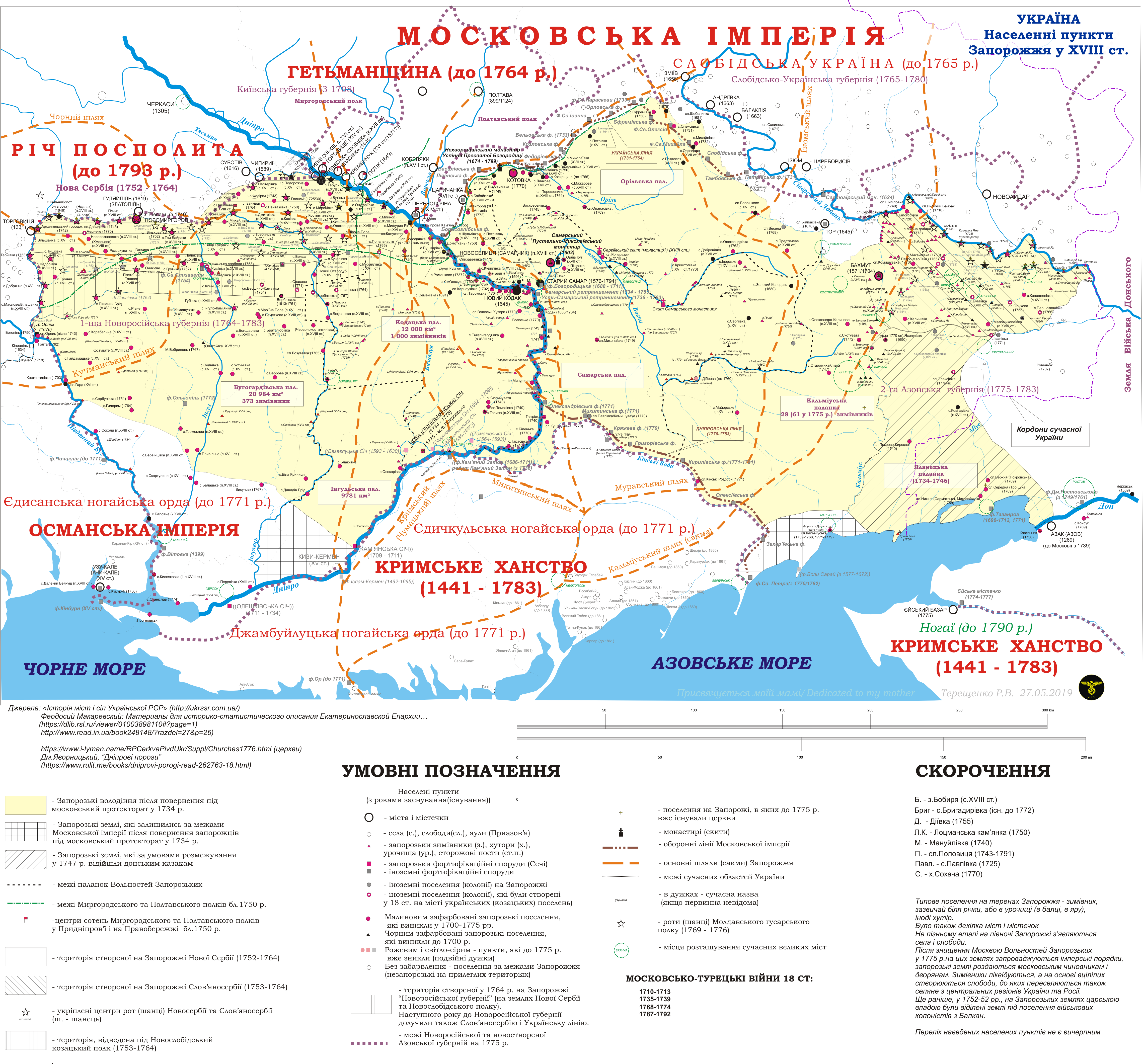
Поселення на Запорожжі у 18 ст.

Список містить перелік населених пунктів, заснованих запорозькими козаками (черкасами) до 1775 р. (дати ліквідації Вольностей Запорозьких) власне на Запорожжі, а також на прилеглих непідконтрольних землях Причорномор'я та Приазов'я.
Звичайним типом поселення запорожців був зимівник на одного або декілька господарів (іноді називається хутором). Деякі зимівники розросталися до розмірів великих сіл. Також місцем поселення запорожців вважалися населені балки, яри, урочища. На пізньому етапі стали з'являтися села і слободи. Існувало і декілька невеликих міст і містечок. Також дослідник XIX ст. архієпископ Феодосій Макаревський часто застосовує таке поняття, як займище — зайняті козаком (або групою) урочище, балка, ділянка річкової долини для проживання і ведення господарської діяльності. Взагалі запорожці намагались селитися біля джерел води і займалися в основному сільським господарством (землеробством, скотарством), бджільництвом, мисливством, рибальством.
Деякі поселення виникли далеко за межами Запорожжя — зокрема, у гирлі Бугу та Дону.
Типове запорозьке поселення не мало чіткого планування, складалось з низки землянок і хат-мазанок: зважаючи на постійну загрозу татарських набігів спорудження капітальних будівель тут було невиправданим. Широко застосовувались підземні льохи, сховища і ходи: так, Ф.Макаревський вказує на існування цілої системи підземних ходів вздовж Дніпра між слободою Половицею (нині м Дніпро) і Романковим (нині м.Кам'янське). В найбільших поселеннях були споруджені церкви, в поселеннях поменьше діяли похідні церкви. Головним храмом Запорожжя була Покровська церква на Січі, головним монастирем — Самарський Свято-Миколаївський.
З середини 18 ст. російська влада стала масово заселяти північні землі Запорожжя колоністами, зокрема з Балкан, незважаючи на протести козаків (Нова Сербія, Слов'яносербія). При цьому часто поселення цих колоністів засновувались на місці старих запорозьких поселень.
Після знищення Запорозької Січі на місці зимівників російською владою були створені села і слободи, а землі разом з цими поселеннями переважно роздані у «рангові дачі» російським чиновникам і військовим. Для заселення слобід використовувались як місцеві мешканці, так і переселені з центральних регіонів України та Росії селяни, іноді і іноземні (переважно балканські) колоністи.
В подальшому на місці деяких старовинних зимівників і слобід виросли важливі адміністративні і промислові центри Східної України, такі як Катеринослав (м. Дніпро), Донецьк, Луганськ, Маріуполь, Кривий Ріг, Нікополь, Павлоград, Кам'янське, Горлівка, Макіївка, Брянка тощо.

## Список
Скорочення:
- з. — зимівник
- ур. — урочище (населене)
- б. — балка (населена)
- х. — хутір
- с. — село
- сл. — слобода
- ст.п. — сторожовий пост
- м. — місто, містечко
- п. — перевіз, переправа через річку

| Назва н.п.                                            | Дата заснування (існування) | Паланка                        | Сучасна область  | Район                  | Сучасний стан                                        | Примітка | Джерело              |
| ----------------------------------------------------- | --------------------------- | ------------------------------ | ---------------- | ---------------------- | ---------------------------------------------------- | --- | -------------------- |
| Томаківська Січ                                       | 1540/1551/1564 — 1593       |                                | Дніпропетровська | Нікопольський          |                                                      | Зруйнована татарами, козаки перебрались на Базавлук | [ 1 ]                |
| Базавлуцька Січ                                       | 1593—1638                   |                                | Дніпропетровська | Апостолівський         |                                                      | Зруйнована польською владою після придушення козацьких повстань 1637-38 рр. |                      |
| Микитинська Січ                                       | 1638—1652                   |                                | Дніпропетровська | Нікопольський          | м.Нікополь                                           | Перенесена на р. Чортомлик |                      |
| Чортомлицька Січ                                      | 1652—1709                   |                                | Дніпропетровська | Нікопольський          |                                                      | Зруйнована росіянами на помсту за підтримку козаками Гетьмана Івана Мазепи |                      |
| Кам'янська Січ                                        | 1709—1711/1734              |                                | Херсонська       | Бериславський          | с. Республиканець                                    | |                      |
| Олешківська Січ                                       | 1711—1734                   |                                | Херсонська       | Олешківський           |                                                      | Фактично розташовувалася на території Кримського ханства |                      |
| Підпільнянська Січ (Нова Січ)                         | 1734—1775                   | Кодацька                       | Дніпропетровська | Нікопольський          | с.Покровське (Нікопольський район)                   | Знищена російськими військами, після чого запорозьке козацтво було ліквідоване |                      |
| Самарський Пустельно-Миколаївський монастир           | 1602                        | Самарська                      | Дніпропетровська | Новомосковський        | Відроджений у 1990-х як чоловічий монастир           | Церква після 1572 р. |                      |
| Нехворощанський монастир Успіння Пресвятої Богородиці | 1674, 1714—1799             | Орільська                      | Дніпропетровська | Магдалинівський        | Будівлі зруйновані у 1920-х, цвинтар діяв до 1942 р. | | [ 2 ]                |
| м. Самар                                              | 1524/1576 — 1688            | Самарська                      | Дніпропетровська | м. Дніпро              | Лісопарк на околиці м. Дніпра                        | Поряд з містом 1688 р. було споруджено першу московську колонію на Запорожжі — Богородицьку фортецю з посадом, після чого мешканці Самара вимушені були розійтися по сусідніх селах. Офіційно історики до 1688 р. не визнають тут знаходження міста, адже воно згадується лише в одному документі — Універсалі Баторія |                      |
| м. Новий Кодак                                        | 1645                        | Кодацька                       | Дніпропетровська | м. Дніпро              | у XX ст. увійшов до складу м. Дніпропетровська       | | [ 3 ]                |
| м. Домаха                                             | 1594—1768                   | Кальміуська                    | Донецька         | м. Маріуполь           | Поглинуте м. Маріуполем                              | |                      |
| м. Орлик                                              | 1676                        | Бугогардівська                 | Миколаївська     | м. Первомайськ         | м. Первомайськ                                       | | [ 4 ]                |
| сл. Гард                                              | XVI ст.                     | Бугогардівська                 | Миколаївська     | Доманівський           | с. Богданівка (до 1801 — Гардове)                    | | [ 5 ] [ 6 ]          |
| с. Соколи                                             | поч.XVIII ст.               | Бугогардівська                 | Миколаївська     | м. Вознесенськ         | Поглинуте м. Вознесенськ                             | Вважається, що тут до кінця XIV ст.розташовувалось татарське укріплення Чичаклей, а потім — литовське Соколець | [ 4 ]                |
| с. Голта                                              | 1762                        | Бугогардівська                 | Миколаївська     | м. Первомайськ         | м. Первомайськ                                       | | [ 4 ]                |
| с. Громоклея                                          | поч.XVIII ст.               | Бугогардівська                 | Миколаївська     | Єланецький             | Зараз с. Водяно-Лорине                               | | [ 4 ]                |
| з. Мигія                                              | поч.XVIII ст.               | Бугогардівська                 | Миколаївська     | Первомайський          | с. Мигія                                             | | [ 4 ]                |
| з. Лиса Гора                                          | до 1751                     | Бугогардівська                 | Миколаївська     | Первомайський          | с. Лиса Гора                                         | 1751 р. біля зимівника створено форштадт фортеці Св. Єлизавети, з 1757 р. поселення при форштадті має статус села | [ 4 ]                |
| с. Харсютине                                          | XVIII ст.                   | Бугогардівська                 |                  |                        |                                                      | | [ 7 ]                |
| с. Вербове                                            | поч.XVIII ст.               | Бугогардівська                 |                  |                        |                                                      | Можливо зараз це с. Вербове Казанківського району Миколаївської обл. | [ 7 ]                |
| с. Корабельне                                         | с.XVIII ст.                 | Бугогардівська                 | Миколаївська     | Арбузинський           | у складі с. Воєводське                               | | [ 4 ]                |
| с. Балацьке                                           | поч.XVIII ст.               | Бугогардівська                 | Миколаївська     | Баштанський            | у складі с. Христофорівка                            | | [ 4 ]                |
| с. Олексіївське (з 1738 — Федорівка)                  | 1737(?)                     | Бугогардівська                 | Миколаївська     | Новобузький            | м. Нова Одеса                                        | | [ 4 ]                |
| з. Куца Балка                                         | с.XVIII ст.                 | Бугогардівська                 | Миколаївська     | Новобузький            | смт Новий Буг                                        | | [ 4 ]                |
| с. Гайдамацьке                                        | с.XVIII ст.                 | Бугогардівська                 | Миколаївська     | Арбузинський           | смт Арбузинка                                        | | [ 4 ]                |
| (Костянтинівка)                                       | 1703                        | Бугогардівська                 | Миколаївська     | Арбузинський           | смт Костянтинівка                                    | | [ 4 ]                |
| с. Привільне                                          | поч.XVIII ст.               | Бугогардівська                 | Миколаївська     | Баштанський            | с. Привільне                                         | | [ 4 ]                |
| с. Скортулине                                         | с.XVIII ст.                 | Бугогардівська                 | Миколаївська     | Баштанський            | с. Костичі                                           | | [ 4 ]                |
| Висунськ                                              | 1767                        | Бугогардівська                 | Миколаївська     | Березнегуватський      | с. Висунськ                                          | | [ 4 ]                |
| Костувате                                             | с.XVIII ст.                 | Бугогардівська                 | Миколаївська     | Братський              | с. Костувате                                         | | [ 4 ]                |
| з. Братське                                           | 1760-ті                     | Бугогардівська                 | Миколаївська     | Братський              | смт Братське                                         | | [ 4 ]                |
| з. (Шмидове/Ганнівка)                                 | поч.XVIII ст.               | Бугогардівська                 | Миколаївська     | Братський              | с. Ганнівка                                          | | [ 4 ]                |
| з. (Олександрівка)                                    | поч.XVIII ст.               | Бугогардівська                 | Миколаївська     | Вознесенський          | смт Олександрівка                                    | З поч.XVIII ст. — зимівники | [ 4 ]                |
| з. Щербаня                                            | 1734                        | Бугогардівська                 | Миколаївська     | Вознесенський          | с. Щербані                                           | | [ 4 ]                |
| с. Гидерим                                            | 1764                        | Бугогардівська                 | Миколаївська     | Єланецький             | с. Велика Солона                                     | | [ 4 ]                |
| с. Сербулівка                                         | 1751                        | Бугогардівська                 | Миколаївська     | Єланецький             | с.Великосербулівка                                   | | [ 4 ]                |
| з. Куцого                                             | с.XVIII ст.                 | Бугогардівська                 | Миколаївська     | Новобузький            | смт Новий Буг                                        | | [ 4 ]                |
| с. Далекий Бейкуш                                     | поч.XVIII ст.               | Ханська Україна                | Миколаївська     | Очаківський            | с. Чорноморка                                        | | [ 4 ]                |
| с. Куцуруб                                            | 1756                        | Ханська Україна                | Миколаївська     | Очаківський            | с. Куцуруб                                           | | [ 4 ]                |
| (Врадіївка)                                           | до 1772                     | Ханська Україна                | Миколаївська     | Врадіївський           | смт Врадіївка                                        | | [ 4 ]                |
| с. Баловне                                            | к.XVII ст.                  | Ханська Україна                | Миколаївська     | Новобузький            | с. Баловне                                           | | [ 4 ]                |
| к. Осадчого                                           |                             | Інгульська                     | Херсонська       | Бериславський          | с. Качкарівка                                        | Перша згадка про село — 1794 | [ 4 ]                |
| з. (Білозерка)                                        | XVIII ст.                   | Інгульська                     | Херсонська       | Білозерський           | смт Білозерка                                        | | [ 4 ]                |
| с. Станіслав                                          | 1774                        | Інгульська                     | Херсонська       | Білозерський           | с. Станіслав                                         | Поселення Станіслав існувало тут ще за часів ВКЛ, у XV ст. Пізніше — переправа. | [ 4 ]                |
| Прогноївськ                                           | 1735                        | Прогноївська                   | Херсонська       | Голопристанський       | с. Геройське                                         | 1735 тут був заснований козац. пост, де розміщувались адміністрація паланки та невелика залога | [ 8 ]                |
| с. Лелеківка                                          | с.XVIII ст.                 | Бугогардівська                 | Кіровоградська   | м.Кропивницький        | у складі м. Кропивницький                            | У другій половині XVI ст. на території нинішнього Кіровограда виникають зимівники запорізьких козаків. | [ 4 ]                |
| с. Міщанська слобода                                  | 1753                        | Бугогардівська                 | Кіровоградська   | м.Кропивницький        | у складі м. Кропивницький                            | | [ 4 ]                |
| с. Кущівка                                            | с.XVIII ст.                 | Бугогардівська                 | Кіровоградська   | м.Кропивницький        | у складі м. Кропивницький                            | | [ 4 ]                |
| с. Завадівка                                          | с.XVIII ст.                 | Бугогардівська                 | Кіровоградська   | м.Кропивницький        | у складі м. Кропивницький                            | | [ 4 ]                |
| с. М.Бобринець                                        | 1767                        | Бугогардівська                 | Кіровоградська   | Бобринецький           | смт Бобринець                                        | | [ 4 ]                |
| з. (Олексіївка)                                       | XVII ст.                    | Бугогардівська                 | Кіровоградська   | Бобринецький           | с. Олексіївка                                        | | [ 4 ]                |
| с. Маслове                                            | поч.XVIII ст.               | Бугогардівська                 | Кіровоградська   | Вільшанський           | смт Вільшанка                                        | | [ 4 ]                |
| с. Добрянка                                           | 1 пол.XVIII ст.             | Бугогардівська                 | Кіровоградська   | Вільшанський           | с. Добрянка                                          | | [ 4 ]                |
| с. Піщаний Брід                                       | с.XVIII ст.                 | Новослобідський козацький полк | Кіровоградська   | Добровеличківський     | с. Піщаний Брід                                      | | [ 4 ]                |
| с. Тишківка                                           | с.XVIII ст.                 | Новослобідський козацький полк | Кіровоградська   | Добровеличківський     | с. Тишківка                                          | | [ 4 ]                |
| с. Федорівка                                          | с.XVIII ст.                 | Бугогардівська                 | Кіровоградська   | Добровеличківський     | с. Федорівка                                         | | [ 4 ]                |
| с. Трояни                                             | 1 пол.XVIII ст.             | Бугогардівська                 | Кіровоградська   | Добровеличківський     | с. Трояни                                            | | [ 4 ]                |
| с. Маркове                                            | 1 пол.XVIII ст.             | Бугогардівська                 | Кіровоградська   | Добровеличківський     | с. Маркове                                           | | [ 4 ]                |
| с. Дружелюбівка                                       | с.XVIII ст.                 | Бугогардівська                 | Кіровоградська   | Добровеличківський     | с. Дружелюбівка                                      | Хутори Семенівки, Крамарового, Клипацького, Супрунова. | [ 4 ]                |
| с. Братолюбівка                                       | 1 пол.XVIII ст.             | Бугогардівська                 | Кіровоградська   | Долинський             | с. Братолюбівка                                      | | [ 4 ]                |
| с. Мар'їне Поле                                       | с.XVIII ст.                 | Бугогардівська                 | Кіровоградська   | Долинський             | с. Василівка                                         | | [ 4 ]                |
| с. Деметкове                                          | с.XVIII ст.                 | Бугогардівська                 | Кіровоградська   | Долинський             | с. Василівка                                         | | [ 4 ]                |
| с. Дмитрівка                                          | поч.XVIII ст.               | Бугогардівська                 | Кіровоградська   | Знам'янський           | с. Дмитрівка                                         | | [ 4 ]                |
| х. Скелеватий                                         | с.XVIII ст.                 | Бугогардівська                 | Кіровоградська   | Знам'янський           | с. Пантазіївка                                       | | [ 4 ]                |
| х. Дика                                               | 1 пол.XVIII ст.             | Бугогардівська                 | Кіровоградська   | Знам'янський           | с.Диківка                                            | З 1742 відоме село Дика | [ 4 ]                |
| с. Іванківці                                          | 1764                        | Нова Сербія                    | Кіровоградська   | Знам'янський           | с. Іванківці                                         | | [ 4 ]                |
| с. Требинське                                         | с.XVIII ст.                 | Бугогардівська                 | Кіровоградська   | Знам'янський           | с. Петрове                                           | | [ 4 ]                |
| с. Цибулеве                                           | поч.XVIII ст.               | Бугогардівська                 | Кіровоградська   | Знам'янський           | с. Цибулеве                                          | | [ 4 ]                |
| з. (Аджамка)                                          | поч.XVIII ст.               | Бугогардівська                 | Кіровоградська   | Кропивницький          | с. Аджамка                                           | | [ 4 ]                |
| з. (Бережинка)                                        | с.XVIII ст.                 | Бугогардівська                 | Кіровоградська   | Кропивницький          | с. Бережинка                                         | | [ 4 ]                |
| с. Вищі Буєраки                                       | с.XVIII ст.                 | Бугогардівська                 | Кіровоградська   | Кропивницький          | с. Високі Байраки                                    | | [ 4 ]                |
| с. Грузьке                                            | 1752                        | Бугогардівська                 | Кіровоградська   | Кропивницький          | с. Грузьке                                           | | [ 4 ]                |
| с. Клинці                                             | с.XVIII ст.                 | Бугогардівська                 | Кіровоградська   | Кропивницький          | с. Клинці                                            | | [ 4 ]                |
| с. Овсяниківка                                        | с.XVIII ст.                 | Бугогардівська                 | Кіровоградська   | Кропивницький          | с. Овсяниківка                                       | | [ 4 ]                |
| сл. Комишувате                                        | с.XVIII ст.                 | Бугогардівська                 | Кіровоградська   | Компаніївський         | смт Компаніївка                                      | | [ 4 ]                |
| с. Богодарівка                                        | с.XVIII ст.                 | Бугогардівська                 | Кіровоградська   | Компаніївський         | с. Брусівка                                          | | [ 4 ]                |
| с. Губівка                                            | с.XVIII ст.                 | Бугогардівська                 | Кіровоградська   | Компаніївський         | с. Губівка                                           | | [ 4 ]                |
| с. Хмельове                                           | с.XVIII ст.                 | Бугогардівська                 | Кіровоградська   | Маловисківський        | с. Хмельове                                          | | [ 4 ]                |
| с. Нововознесенка                                     | с.XVIII ст.                 | Бугогардівська                 | Кіровоградська   | Маловисківський        | с. Нововознесенка                                    | | [ 4 ]                |
| с. Гапсине                                            | с.XVIII ст.                 | Бугогардівська                 | Кіровоградська   | Маловисківський        | с. Олександрівка                                     | | [ 4 ]                |
| с. Оникієве                                           | с.XVIII ст.                 | Бугогардівська                 | Кіровоградська   | Маловисківський        | с. Оникієве                                          | | [ 4 ]                |
| с. Плетений Ташлик                                    | с.XVIII ст.                 | Бугогардівська                 | Кіровоградська   | Маловисківський        | с. Плетений Ташлик                                   | | [ 4 ]                |
| с. Розсохуватка                                       | с.XVIII ст.                 | Бугогардівська                 | Кіровоградська   | Маловисківський        | с. Розсохуватка                                      | | [ 4 ]                |
| с. Чернече                                            | 1770                        | Нова Сербія                    | Кіровоградська   | Маловисківський        | с. Якимівка                                          | | [ 4 ]                |
| с. Верблюжка                                          | 1613/1751                   | Бугогардівська                 | Кіровоградська   | Новгородківський       | с. Верблюжка                                         | 1751 — слобода Новослобідського полку | [ 4 ]                |
| х. Куцого                                             | поч.XVIII ст.               | Бугогардівська                 | Кіровоградська   | Новгородківський       | смт Новгородка                                       | Перша згадка — 1770 р. (х. Куцівка) | [ 4 ]                |
| сл. Вершино-Кам'янка                                  | 1754                        | Новослобідський козацький полк | Кіровоградська   | Новгородківський       | с. Вершино-Кам'янка                                  | | [ 4 ]                |
| с. Інгуло-Кам'янка                                    | поч.XVIII ст.               | Бугогардівська                 | Кіровоградська   | Новгородківський       | с. Інгуло-Кам'янка                                   | | [ 4 ]                |
| с. Спасове                                            | 1771                        | Новослобідський козацький полк | Кіровоградська   | Новгородківський       | с. Спасове                                           | | [ 4 ]                |
| с. Архангельський городок                             | 1742                        | Бугогардівська                 | Кіровоградська   | Новоархангельський     | м.Новоархангельськ                                   | | [ 4 ]                |
| с. Кальниболот                                        | 1646                        | Бугогардівська                 | Кіровоградська   | Новоархангельський     | с.Кальниболота                                       | |                      |
| з. Надлак                                             | поч.XVIII ст.               | Бугогардівська                 | Кіровоградська   | Новоархангельський     | с. Надлак                                            | З сер.XVIII ст. тут — шанець 4-ї роти гусарського полку І.Хорвата Нової Сербії | [ 4 ]                |
| с. Вільшанка                                          | с.XVIII ст.                 | Бугогардівська                 | Кіровоградська   | Новоархангельський     | с. Вільшанка                                         | | [ 4 ]                |
| с. Серезліївка                                        | с.XVIII ст.                 | Бугогардівська                 | Кіровоградська   | Новоархангельський     | с. Ганнівка                                          | | [ 4 ]                |
| с. Тернівка                                           | 1753                        | Бугогардівська                 | Кіровоградська   | Новоархангельський     | с. Тернівка                                          | | [ 4 ]                |
| х. Тресяги                                            | 1740                        | Бугогардівська                 | Кіровоградська   | Новомиргородський      | м.Новомиргород                                       | З 1753 — шанець, штаб гусарського полку І.Хорвата, з 1773 — статус міста | [ 4 ]                |
| с. Три Байраки                                        | с.XVIII ст.                 | Бугогардівська                 | Кіровоградська   | Новомиргородський      | с.Каніж                                              | | [ 4 ]                |
| с. Печки                                              | 1 пол.XVIII ст.             | Бугогардівська                 | Кіровоградська   | Новомиргородський      | с. Коробчине                                         | | [ 4 ]                |
| сл. Давидівка                                         | 1741                        | Бугогардівська                 | Кіровоградська   | Новомиргородський      | с.Петроострів                                        | Засноване 1742 р. як поселенська слобода Давидівка осадчим козаком Миргородського полку Д. Звенигородським. | [ 4 ]                |
| з. (Новоукраїнка)                                     | 1 пол.XVIII ст.             | Бугогардівська                 | Кіровоградська   | Новоукраїнський        | смт Новоукраїнка                                     | У XVIII ст. в цій місцевості були зимівники запорізьких козаків. 1754 року засновано фортецю Павлівськ, навколо якої виник населений пункт | [ 4 ]                |
| сл. Сухий Ташлик                                      | 1750                        | Новослобідський козацький полк | Кіровоградська   | Новоукраїнський        | с.Глодоси                                            | | [ 4 ]                |
| с. Рівне                                              | поч.XVIII ст.               | Бугогардівська                 | Кіровоградська   | Новоукраїнський        | с. Рівне                                             | | [ 4 ]                |
| с. Михайлівка                                         | 1 пол.XVIII ст.             | Бугогардівська                 | Кіровоградська   | Олександрівський       | смт Єлизаветградка, с. Михайлівка                    | | [ 4 ]                |
| с. Лісницьке                                          | 1705                        | Бугогардівська                 | Кіровоградська   | Олександрівський       | с.Підлісне                                           | Після передачі до складу Нової Сербії — Федвар | [ 4 ]                |
| с. Цвітне                                             | 1 пол.XVIII ст.             | Бугогардівська                 | Кіровоградська   | Олександрівський       | с. Цвітне                                            | | [ 4 ]                |
| з. Уса (Усівка)                                       | поч.XVIII ст.               | Бугогардівська                 | Кіровоградська   | Олександрійський       | м.Олександрія                                        | | [ 4 ]                |
| х. Петрика                                            | поч.XVIII ст.               | Бугогардівська                 | Кіровоградська   | Олександрійський       | смт Нова Прага                                       | | [ 4 ]                |
| з. Протопопа                                          | 1 пол.XVIII ст.             | Бугогардівська                 | Кіровоградська   | Олександрійський       | с. Протопопівка                                      | У 1751—1803 — шанець Вараждин | [ 4 ]                |
| с. Андріївка                                          | с.XVIII ст.                 | Бугогардівська                 | Кіровоградська   | Олександрійський       | с. Андріївка                                         | | [ 4 ]                |
| с. Бекша                                              | с.XVIII ст.                 | Бугогардівська                 | Кіровоградська   | Олександрійський       | с. Головківка                                        | | [ 4 ]                |
| с. Дівоче Поле                                        | поч.XVIII ст.               | Бугогардівська                 | Кіровоградська   | Олександрійський       | с. Дівоче Поле                                       | | [ 4 ]                |
| с. Косівка                                            | с.XVIII ст.                 | Бугогардівська                 | Кіровоградська   | Олександрійський       | с. Косівка                                           | | [ 4 ]                |
| с. Костянтинівка                                      | с.XVIII ст.                 | Бугогардівська                 | Кіровоградська   | Олександрійський       | с. Костянтинівка                                     | | [ 4 ]                |
| с. Куколівка                                          | с.XVIII ст.                 | Бугогардівська                 | Кіровоградська   | Олександрійський       | с. Куколівка                                         | | [ 4 ]                |
| с. Михайлівка                                         | с.XVIII ст.                 | Новослобідський козацький полк | Кіровоградська   | Олександрійський       | с. Михайлівка                                        | | [ 4 ]                |
| с. Олександрівка                                      | с.XVIII ст.                 | Новослобідський козацький полк | Кіровоградська   | Олександрійський       | с. Олександрівка                                     | | [ 4 ]                |
| с. Онуфріївка                                         | поч.XVII ст.                | Бугогардівська                 | Кіровоградська   | Онуфріївський          | смт Онуфріївка                                       | «Поселення засноване на початку XVII ст. запорожцями на місці зимівника козака Онуфрієнка» | [ 4 ]                |
| с. Бутівка                                            | поч.XVII ст.                | Бугогардівська                 | Кіровоградська   | Онуфріївський          | смт Павлиш                                           | | [ 4 ]                |
| с. Плахтіївка (ур. Головатого)                        | 1696                        | Кодацька                       | Кіровоградська   | Онуфріївський          | с. Успенка                                           | «Урочище Головатое», при нынѣшнемъ селеніи Успенскомъ, древнѣйшее старожитное займище, въ 1696 году занято было нѣсколькими семействами украинцевъ изъ-подъ Волыни. Въ 1740 году на этой мѣстности значится уже населенная и довольно многолюдная деревня Плахтѣевка" | [ 4 ]                |
| с. Деріївка                                           | к.XVII ст.                  | Кодацька                       | Кіровоградська   | Онуфріївський          | с. Деріївка                                          | | [ 4 ]                |
| с. Куцеволівка                                        | с.XVIII ст.                 | Кодацька                       | Кіровоградська   | Онуфріївський          | с. Куцеволівка                                       | | [ 4 ]                |
| с. Млинок                                             | с.XVIII ст.                 | Кодацька                       | Кіровоградська   | Онуфріївський          | с. Млинок                                            | | [ 4 ]                |
| з. Петрика                                            | к.XVII ст.                  | Кодацька                       | Кіровоградська   | Петровський            | смт Петрове                                          | | [ 4 ]                |
| з. (Зелене)                                           | к.XVII ст.                  | Кодацька                       | Кіровоградська   | Петровський            | с. Зелене                                            | | [ 4 ]                |
| с. Богданівка                                         | с.XVIII ст.                 | Кодацька                       | Кіровоградська   | Петровський            | с. Богданівка                                        | | [ 4 ]                |
| с. Іванівка                                           | 1764                        | Кодацька                       | Кіровоградська   | Петровський            | с. Іванівка                                          | | [ 4 ]                |
| с. Новий Стародуб                                     | поч.XVIII ст.               | Бугогардівська                 | Кіровоградська   | Петровський            | с. Новий Стародуб                                    | | [ 4 ]                |
| с. (Червонокостянтинівка)                             | 1 пол.XVIII ст.             | Бугогардівська                 | Кіровоградська   | Петровський            | с. Червонокостянтинівка                              | | [ 4 ]                |
| с. Верблюжка                                          | 1767                        | Кодацька                       | Кіровоградська   | Петровський            | с. Чечелівка                                         | | [ 4 ]                |
| з. Лещини                                             | 1767                        | Кодацька                       | Кіровоградська   | Петровський            | с. Ганнівка                                          | | [ 9 ]                |
| з. Вертебного                                         | 1767                        | Кодацька                       | Кіровоградська   | Петровський            | с. Ганнівка                                          | | [ 9 ]                |
| с. Крилівська слобідка                                | к.XVII ст.                  | Бугогардівська                 | Кіровоградська   | Світловодський         | Кременчуцьке водосховище                             | З 1743 — Крилівський шанець Миргородського полку, з 1752 — штаб Пандурського полку Нової Сербії, з 1822 — Новогеоргіївськ | [ 4 ]                |
| с. Табурище                                           | к.XVII ст.                  | Бугогардівська                 | Кіровоградська   | Світловодський         | Кременчуцьке водосховище                             | | [ 4 ]                |
| з. Андрусів                                           | с.XVII ст.-1677, з 1725     | Бугогардівська                 | Кіровоградська   | Світловодський         | с.Велика Андрусівка                                  | З 1752 — форпост Чонград | [ 4 ]                |
| с. Глинськ                                            | 1725/30                     | Бугогардівська                 | Кіровоградська   | Світловодський         | с. Глинськ                                           | | [ 4 ]                |
| с. Пантазіївка                                        | 1750                        | Бугогардівська                 | Кіровоградська   | Світловодський         | с. Іванівка                                          | З середини XVIII ст. — Новосербський шанець Янів (Єнова) | [ 4 ]                |
| с. Миронівка                                          | с.XVIII ст.                 | Бугогардівська                 | Кіровоградська   | Світловодський         | с. Миронівка                                         | | [ 4 ]                |
| с. Павлівка                                           | 1725                        | Бугогардівська                 | Кіровоградська   | Світловодський         | с. Павлівка                                          | | [ 4 ]                |
| с. Подорожнє                                          | с.XVIII ст.                 | Бугогардівська                 | Кіровоградська   | Світловодський         | с. Подорожнє                                         | | [ 4 ]                |
| с. Федірки                                            | 1743                        | Бугогардівська                 | Кіровоградська   | Світловодський         | с. Федірки                                           | | [ 4 ]                |
| с. Устинівка                                          | с.XVIII ст.                 | Бугогардівська                 | Кіровоградська   | Устинівський           | смт Устинівка                                        | | [ 4 ]                |
| с. Седнівка                                           | с.XVIII ст.                 | Бугогардівська                 | Кіровоградська   | Устинівський           | с. Седнівка                                          | | [ 4 ]                |
| с. Круків                                             | 1646                        | Бугогардівська                 | Полтавська       | м.Кременчук            | у складі м. Кременчук                                | | [ 4 ]                |
| с. Нестерівка                                         | с.XVIII ст.                 | Бугогардівська                 | Черкаська        | Чигиринський           | с. Вершаці                                           | З середини XVIII ст. — Новосербський шанець Вершац | [ 4 ]                |
| з. Тернівка                                           | XVIII ст.                   | Інгульська                     | Дніпропетровська | Апостолівський         | Мар'янське (Апостолівський район) с. Марьянське      | | [ 4 ]                |
| з. Васильківка                                        | поч.XVIII ст.               | Самарська                      | Дніпропетровська | Васильківський         | смт Васильківка                                      | | [ 4 ]                |
| з. Олександра Шпака                                   | поч.XVIII ст./1770          | Самарська                      | Дніпропетровська | Васильківський         | с.Великоолександрівка                                | | [ 4 ]                |
| з. (Верхньодніпровськ)                                | к.XVII ст.                  | Кодацька                       | Дніпропетровська | Верхньодніпровський    | м. Верхньодніпровськ                                 | | [ 4 ]                |
| Щурівка                                               | 1707                        | Кодацька                       | Дніпропетровська | Верхньодніпровський    | околиця м.Верхньодніпровськ                          | «Тутъ были отлично устроенныя рыбныя ловли запорожскаго казачества; на Сёменовъ день, т. е., 1-го сентября сюда пригоняли запорожцы лишній свой скотъ для продажи, а Кіевскіе купцы и Кременчугскіе торговцы на урочище Щуровку являлись за покупкою рыбы и скота.» | [ 9 ]                |
| с. Мишурин Ріг                                        | с.XVI ст.                   | Кодацька                       | Дніпропетровська | Верхньодніпровський    | с. Мишурин Ріг                                       | Після утворення царським урядом у 1751 році Нової Сербії тут перебувало укріплення новокозачого полку і було споруджено земляну фортецю | [ 4 ]                |
| сл. Дніпрова Кам'янка                                 | 1755                        | Кодацька                       | Дніпропетровська | Верхньодніпровський    | с.Дніпровокам'янка                                   | «…въ 1755 году на рѣчкѣ Камянкѣ, при впаденіи ея въ Днѣпръ, уже существовала довольно населенная слобода Днѣпрова Камянка съ Свято-Николаевскою приходскою церковію.» | [ 9 ]                |
| з. Прокопа Бородая                                    | 1707                        | Кодацька                       | Дніпропетровська | Верхньодніпровський    | с.Бородаївка                                         | близько 1745 року тут виникла слобода Бородаївка. | [ 4 ]                |
| с. Пушкарівка                                         | с.XVII ст.                  | Кодацька                       | Дніпропетровська | Верхньодніпровський    | с.Пушкарівка                                         | Пушкарівка згадується ще в історичних джерелах XVII століття, коли вона належала полтавському полковнику Мартину Пушкарю | [ 4 ]                |
| сл. Половиця                                          | 1743—1795                   | Кодацька                       | Дніпропетровська | м. Дніпро              | центр м. Дніпро                                      | Осавул Лазар Глоба прибув сюди у 1743 р., а через кілька років неподалік почала заселятися слобода Половиця. | [ 10 ]               |
| з. Бобиря                                             | с.XVIII ст.                 | Кодацька                       | Дніпропетровська | м. Дніпро              | м. Дніпро                                            | «Около 1750 г. по балкамъ—Бобыревой и Войцеховой, гдѣ нынѣ „на фабрикахъ“ особое, низменное предмѣстіе г. Екатеринослава, поселилось много холостаго казачества зимовниками и хуторами;...» | [ 9 ]                |
| с. Діївка                                             | 1755                        | Кодацька                       | Дніпропетровська | м. Дніпро              | частина м. Дніпро                                    | «Мѣстность нынѣшней слободы Діевки—древнейшее запорожское займище, старожитная казацкая маетность. Съ незапамятныхъ временъ тутъ постоянно были зимовники и хутора войсковыхъ старшинъ изъ крепости Паланочнаго города Новаго Кайдака. Въ 1755 году все это урочище, …, занялъ себе подъ зимовникъ одинъ изъ высшихъ войсковыхъ старшинъ—Максимъ Діевъ» | [ 11 ] [ 12 ]        |
| х. Сохача                                             | 1770                        | Кодацька                       | Дніпропетровська | м. Дніпро              | частина м. Дніпро                                    | Тут жив запорожець-чумак, Іван Сохач, який населив Сухачівку своїми родичами і знайомими з-під Сорок і Кобеляк. Після розгрому Запорізької Січі в 1775 р тут осіла ще частина козаків. | [ 13 ]               |
| сл. Таромська                                         | 1704                        | Кодацька                       | Дніпропетровська | м. Дніпро              | західна частина м. Дніпро                            | Відоме з 1704, державна військова слобода з 1764: «Балка Козырева» у Днѣпра, въ нынѣшнемъ приходѣ Тарамскомъ,—старинное запорожское займище; въ 1704 году оно значится въ числѣ населенныхъ мѣстностей запорожскаго казачества" | [ 14 ]               |
| з. Карнауха                                           | 1702                        | Кодацька                       | Дніпропетровська | м. Кам'янське          | східна частина м. Кам'янське                         | Перша згадка про Карнаухівку відноситься ще до 1702 р., коли козаки на чолі з Семеном Карнаухом напали на чумаків Лубенського полку, котрі їхали за сіллю на Берду. «… Въ 1737… существовалъ ….зимовникъ казака Семена Карнауха,…. 1762 года осажено, устроено здѣсь нѣсколько домовъ семейнаго казачества; въ …1768 и 1769 г. г. … въ спискахъ Камянскаго прихода находимъ цѣлую, ….слободу Карнауховку…» | [ 15 ] [ 9 ]         |
| з. Тритузного                                         | 1740                        | Кодацька                       | Дніпропетровська | м. Кам'янське          | м. Кам'янське                                        | «Въ 1740 году, …, между многими зимовниками Кайдакской Паланки, былъ, „не далечко отъ Днепра“, зимовникъ отставнаго запорожца, войсковаго старшины Данила Трейтузнаго» | [ 16 ]               |
| с. Романкове                                          | 1737                        | Кодацька                       | Дніпропетровська | м. Кам'янське          | м. Кам'янське                                        | | [ 16 ]               |
| х. Богородицькі                                       | поч.XVII ст.                | Самарська                      | Дніпропетровська | Дніпровський           | м.Підгородне                                         | |                      |
| х. Обуха                                              |                             | Протовчанська                  | Дніпропетровська | Дніпровський           | смт Обухівка                                         | |                      |
| Мануйлівка                                            | 1740                        | Самарська                      | Дніпропетровська | м. Дніпро              | частина м. Дніпро                                    | «…въ 1740 году здѣсь жили подданные запорожскаго Коша, рабочій народь его,—люди семейные и осѣдлые…» | [ 9 ]                |
| Лоцманська Кам'янка                                   | 1750                        | Кодацька                       | Дніпропетровська | м. Дніпро              | частина м. Дніпро                                    | «…Изъ давнихъ лѣтъ ее занимали своими зимовниками войсковые старшины изъ Стараго Кайдака. Въ 1750 году, по распоряженію Коша, здѣсь помѣщена была часть лоцманов изъ Ненасытецкой береговой стражи и тамошней запорожской гребной флотиліи. Но заселеніе Камянки народомъ семейнымъ и осѣдлымъ началось съ 1770 года» | [ 17 ]               |
| з. (Любимівка)                                        |                             | Самарська                      | Дніпропетровська | Дніпровський           | с. Любимівка                                         | | [ 4 ]                |
| сл. Волоські Хутори                                   | 1770                        | Кодацька                       | Дніпропетровська | Дніпровський           | с.Новоолександрівка                                  | Слобода була заснована в другій половині XVIII століття. В той час ці землі входили до складу Коша Запорізького. Згодом слободу перейменували на Новонаселену. | [ 4 ]                |
| Волоське                                              | 1770                        | Кодацька                       | Дніпропетровська | Дніпровський           | с.Волоське                                           | | [ 18 ]               |
| Звонецьке                                             | 1545/1770                   | Кодацька                       | Дніпропетровська | Солонянський           | с. Звонецьке                                         | Десь у 1545 року козаки знайшли Звонецькій поріг, зайняли його і, зробили у ньому займище | [ 19 ]               |
| з. Письмича                                           | 1770                        | Кодацька                       | Дніпропетровська | Солонянський           | с.Письмичеве                                         | «Около 1760-го года на этой мѣстности поселился бывшій войсковый старшина, асаулъ запорожецъ Василій Андреевичъ Письмичъ, устроилъ здѣсь себѣ обширный зимовникъ …» | [ 9 ]                |
| Чувилін                                               | 1707                        | Кодацька                       | Дніпропетровська | Дніпровський           | с. Сурсько-Клевцеве                                  | "«Оврагъ Чувилинъ …», при Сурѣ въ нынѣшнемъ Сурско—Клевцовскомъ приходѣ, въ 1707 г. значатся уже въ числѣ населенныхъ мѣстностей запорожскаго казачества; тутъ зимовникомъ сидели престарѣлые запорожцы, " | [ 9 ]                |
| з. Рога                                               | к.XVII ст.                  | Інгульська                     | Дніпропетровська | м.Кривий Ріг           | м.Кривий Ріг                                         | Запорізькі зимівники виникли в середині XVII століття. Першим поселенцем у цій місцевості, за легендою, був козак Ріг. У XVIII столітті Кривий Ріг став великим запорізьким поселенням | [ 4 ]                |
| з. Григорія Шрама                                     | к.XVII ст.                  | Інгульська                     | Дніпропетровська | м. Кривий Ріг          | м. Кривий Ріг (Веселі Терни)                         | «Около 1760 года здѣсь поселился отставной войсковый старшина Григорій Шрамъ; завелъ на этой мѣстности обширнѣйшій зимовникъ… Въ 1765 году населенная и осѣдлая мѣстность эта называлась уже,…—Григорьевскіе Терны.» | [ 9 ]                |
| с. Лозуватка                                          | 1765                        | Інгульська                     | Дніпропетровська | Криворізький           | с. Лозуватка                                         | Засноване село в 1765 р. за розпорядженням Новоросійської губернської канцелярії переселенцями з Чернігівської губернії | [ 4 ]                |
| с. Кам'янське                                         | 1750                        | Кодацька                       | Дніпропетровська | м. Кам'янське          | м. Кам'янське (Дніпродзержиськ)                      | | [ 4 ]                |
| з. (Аули)                                             | до 1775 р.                  | Кодацька                       | Дніпропетровська | Криничанський          | смт Аули                                             | З ліквідацією Запорізької Січі зимівник, що існував на місці сучасного селища, перетворили на державну слободу. | [ 4 ]                |
| с. Семенівка                                          | 1691                        | Кодацька                       | Дніпропетровська | Криничанський          | с. Семенівка                                         | | [ 4 ]                |
| м. Котовка                                            | 1770                        | Орільська                      | Дніпропетровська | Магдалинівський        | с. Котовка                                           | | [ 4 ]                |
| с. Личкове                                            | к.XVII ст.                  | Орільська                      | Дніпропетровська | Магдалинівський        | с. Личкове                                           | | [ 4 ]                |
| с. Бузівка                                            | XVII ст.                    | Орільська                      | Дніпропетровська | Магдалинівський        | с. Бузівка                                           | | [ 4 ]                |
| с. Гупалівка                                          | поч.XVII ст.                | Орільська                      | Дніпропетровська | Магдалинівський        | с. Гупалівка                                         | | [ 4 ]                |
| с. Дмухайлівка                                        | 1749                        | Орільська                      | Дніпропетровська | Магдалинівський        | с. Дмухайлівка                                       | | [ 4 ]                |
| Очеретувате                                           |                             | Орільська                      | Дніпропетровська | Магдалинівський        | с. Очеретувате                                       | «..около 1760 г…. въ балкахъ рѣки Очеретоватой, не далечко отъ монастыря, сидело зимовниками и хуторами богато (много) запорожскаго казачества» | [ 9 ]                |
| з. Гончара (Балка Гончара)                            | 1660, 1707                  | Самарська                      | Дніпропетровська | Межівський             | с.Слов'янка                                          | В минулому на території сучасної Слов'янки, ..., була козацька сторожова охорона, що контролювала Муравський шлях.... Тут стояв із своїм загоном сотник Гончар. У 1660 році в одній із сутичок з татарами він загинув. Відтоді балка, де його поховали, стала називатися Балкою Гончара. В 1707 році вона згадується серед інших населених пунктів Запорізької Січі | [ 4 ]                |
| з. (Новопавлівка)                                     | к.XVII ст.                  | Самарська                      | Дніпропетровська | Межівський             | с. Новопавлівка                                      | | [ 4 ]                |
| з. Івана Чигринця (ур. Великий Яр)                    | 1772                        | Самарська                      | Дніпропетровська | Межівський             | с. Іванівка                                          | «Мѣстность нынѣшней слободы Ивановки,—старинное запорожское поселеніе. Урочище „Большой Яръ“, около нынѣшней Ивановки, въ мирное и свободное время, было наилучшимъ пріютомъ для запорожскаго казачества. Въ началѣ 1772 года на сей мѣстности поселился отставной войсковый старшина Иванъ Чигиринецъ, завелъ здѣсь свой обширный зимовникъ» | [ 9 ]                |
| з. (Шолохове)                                         | 1740                        | Кодацька                       | Дніпропетровська | Нікопольський          | с.Шолохове                                           | | [ 4 ]                |
| м. Новоселиця (Самарчик)                              | 1 пол.XVIII ст.             | Самарська                      | Дніпропетровська | Новомосковський        | м.Новомосковськ                                      | У XVII ст. на околицях сучасного Новомосковська запорізькі козаки заснували кілька хуторів-зимівників. | [ 4 ]                |
| с. Орлів Кут (Орлівщина)                              | 1675                        | Самарська                      | Дніпропетровська | Новомосковський        | с.Орлівщина                                          | "урочище «Орловъ кутъ» ..., еще съ 1675 года, «по всему степу Самарскому, … извѣстно было своею пасѣкою, своимъ садомъ и пріютомъ для всякаго рода странниковъ и скитальцевъ…Въ 1735 году здѣсь, въ Орловомъ кутѣ, въ Орловщинѣ, проживало уже болѣе 40 осѣдлыхъ семействъ малороссійскаго народа» | [ 9 ]                |
| сл. Перещепине                                        | 1 пол.XVIII ст.             | Орільська                      | Дніпропетровська | Новомосковський        | м. Перещепине                                        | | [ 4 ]                |
| з. Воскресенівка                                      | 1745                        | Орільська                      | Дніпропетровська | Новомосковський        | с. Воскресенівка                                     | «Съ 1745 г. здѣсь сидело зимовниками нѣсколько престарѣлыхъ запорожцевъ, занимавшихся скотоводствомъ и пчеловодствомъ. Въ 1762 году къ нимъ присталъ …лейбъ-компаніи священникъ Кириллъ Тарловскій. Полюбивъ эту славную запорожскую маетность,… о. Кириллъ … наименовалъ ее Воскресеновкою, населилъ народомъ семейнымъ и осѣдлымъ.» | [ 4 ]                |
| сл. Опанасівка                                        | 1709                        | Орільська                      | Дніпропетровська | Новомосковський        | с. Опанасівка                                        | «…въ 1709 году, сюда перешло на жительство нѣсколько престарѣлыхъ запорожцевъ. Въ 1765 году видимъ здѣсь богатый, со многими землянками, зимовникъ куренного, казацкаго лыцаря,—героя Апанаса (Афанасія) Феодоровича Колпака…» | [ 9 ]                |
| з. Козинця (Яр Ягідний)                               | 1650                        | Самарська                      | Дніпропетровська | Новомосковський        | с. Спаське                                           | «Въ 1650 году тутъ сидело зимовникомъ нѣсколько престарѣлыхъ запорожцевъ, занимавшихся скотоводствомъ, пчеловодствомъ и рыбальчествомъ; въ 1680 году, по основаніи Самарскаго ретраншамента, и по обращеніи знаменитой Старой Самары въ русскій военный лагерь, многіе изъ недовольныхъ симъ запорожцевъ ушли изъ Самары и поселились въ Овраге ягодномъ; въ 1750 году Оврагъ ягодный, на огромномъ пространствѣ околичной земли, занялъ себѣ подъ зимовникъ отставной запорожскій старшина, Батуринскаго куреня, Трофимъ Казинецъ. Въ 1777 году указомъ Азовской губернской Канцеляріи, согласно усердному ходатайству Казинца, зимовникъ его переименованъ въ государственную воинскую слободу»                          | [ 9 ]                |
| с. Козирщина                                          | до 1766                     | Орільська                      | Дніпропетровська | Магдалинівський        | с. Великокозирщина                                   | |                      |
| с. Ковпаківка                                         | до 1740                     | Орільська                      | Дніпропетровська | Магдалинівський        | с. Ковпаківка                                        | «На этой мѣстности, около 1740 года, хуторами жило нѣсколько запорожскихъ казаковъ. 1770 года здѣсь видимъ главный зимовникъ, …запорожскаго казака,—Афанасія Колпака» | [ 9 ]                |
| сл. Калантаївка                                       | до 1750                     | Орільська                      | Дніпропетровська | Магдалинівський        | ? (район Бузівки)                                    | «Калантаевка-слобода очень древняя: въ 1750 году въ ней была уже своя приходская церковь» | [ 9 ]                |
| з. Сухини і Моторного                                 | с.XVIII ст.                 | Самарська                      | Дніпропетровська | Новомосковський        | с.Голубівка                                          | У 1745 р. запорожцями — В. Сухіним і Г. Моторним засновано великий зимівник, який поклав початок слободі Кільчені. | [ 4 ]                |
| ур. Починне                                           | 1740                        | Самарська                      | Дніпропетровська | Новомосковський        | с.Почино-Софіївка                                    | Въ 1740 г. ... берега Кильчени, на всемъ протяженіи рѣки и по обѣимъ сторонамъ ея, усѣяны были зимовниками и хуторами запорожскаго казачества | [ 9 ]                |
| з. Губи (х. Губинівські)                              | 1704                        | Самарська                      | Дніпропетровська | Новомосковський        | с. Губиниха                                          | «Въ 1704 г. на этой … мѣстности поселился абшитованпый, выслужившійся у Коша, престарѣлый запорожскій казакъ Аверкій Губа, Губинъ и скоро завелъ здѣсь свой зимовникъ со многими землянками и куренями….» | [ 4 ]                |
| с. Піщанка                                            | п.XVIII ст.                 | Самарська                      | Дніпропетровська | Новомосковський        | с.Піщанка                                            | | [ 4 ]                |
| с. Матвіївка (з. М.Хижняка)                           | с.XVII ст.                  | Самарська                      | Дніпропетровська | Павлоградський         | м.Павлоград                                          | "около 1660 года здѣсь оффиціально учреждена была Кошемъ отъ Самарчика, отъ Новоселицы, какъ бы первая главная попутная станція съ перевозомъ чрезъ Волчую. Початок першому поселенню, що мало назву Матвіївки, поклав, за переказами, запорізький військовий старшина — власник розташованого тут зимівника — Матвій Хижняк. У 1779 р. Матвіївку перейменовано в село Луганське " | [ 20 ]               |
| с. Мала Тернівка                                      | 1700                        | Орільська                      | Дніпропетровська | Юр'ївський             | смт Юр'ївка                                          | | [ 4 ]                |
| з. Вербки                                             | 1700                        | Орільська                      | Дніпропетровська | Павлоградський         | с. Вербки                                            | Ще на початку XVIII століття (1700) тут оселилося по хуторах і зимівниках багато запорізьких козаків, які займались рибальством і скотарством. Після ліквідації Запорізької Січі виникла велика казенна слобода. | [ 4 ]                |
| сл. Кочережки                                         | с.XVIII ст.                 | Самарська                      | Дніпропетровська | Павлоградський         | с. Кочережки                                         | «Тут були пристань та „Сергіїв Скиток“ Самарського монастиря, де постійно жило кілька монахів та 20 сімей запорізьких козаків. Бл. 1750 р. Кочережки стали державною слободою» | [ 4 ]                |
| з. (Дмитрівка)                                        |                             | Самарська                      | Дніпропетровська | Павлоградський         | с. Дмитрівка                                         | «Запорожскіе казаки издавна, съ незапамятныхъ временъ, занимали эту мѣстность; здѣсь было нѣсколько сотъ ихъ зимовниковъ, хуторовъ и землянокъ. Самарскій монасгырь также имѣлъ въ этой мѣстности свои усадьбы и свой скитокъ сь нѣсколькими законниками (монахами)» | [ 9 ]                |
| ур. Хороше                                            | 1750                        | Самарська                      | Дніпропетровська | Петропавлівський       | с. Хороше                                            | Перша згадка про урочище Хороше, (а також маєтность Добреньку) як населений пункт Самарської паланки, датується 1750 р.: тут було кілька зимівників та хуторів запорізьких козаків. | [ 4 ]                |
| з. Головка                                            | 1760                        | Самарська                      | Дніпропетровська | Покровський            | смт Покровське                                       | з 1779 — слобода Покровська | [ 4 ]                |
| з.                                                    |                             | Самарська                      | Дніпропетровська | Покровський            | с.Великомихайлівка                                   | У 2-й пол. XVIII ст. в цій місцевості виникли поселення, які згодом злилися в одне. До 1760 р. тут було село Діброва, згодом його мешканці переселилися за 4 км на захід у зв'язку з частими піщаними бурями. На старому місці посадили хвойний ліс, а за ним виникло село, назване Великомихайлівкою | [ 4 ]                |
| х. Широкий Яр (з. Гаврили Блакитного з 1770)          | 1696                        | Самарська                      | Дніпропетровська | Покровський            | с. Гаврилівка                                        | Територія села була заселена ще наприкінці XVII ст. Офіційно населений пункт затверджений у 1775 р. канцелярією азовського губернатора. Засновниками села були запорізькі козаки на чолі з отаманом Гаврилом Блакитним. Вони виконували тут охоронну службу | [ 9 ]                |
| сл. Омельник                                          | 1740                        | Кодацька                       | Дніпропетровська | П'ятихатський          | с.Лихівка                                            | | [ 4 ]                |
| х. Жовте                                              | п.XVII ст.                  | Кодацька                       | Дніпропетровська | П'ятихатський          | с. Жовте                                             | У 1680 р. Жовте було одним з головних хуторів Запорізького Коша | [ 4 ]                |
| х. Панчохи                                            | 1738                        | Кодацька                       | Дніпропетровська | П'ятихатський          | с. Саксагань                                         | «На мѣстѣ нынѣшней слободы Саксагани въ 1738 году существоваль уже обширнѣйшій зимовникъ войсковаго старшины Семена Панчохи со множествомъ землянокъ и шалашей-куреней; У 1776—1783 роках слобода Саксагань стала офіційним центром Саксаганського повіту» | [ 4 ]                |
| з. Неплюя                                             | 1738                        | Кодацька                       | Дніпропетровська | П'ятихатський          | с. Долинське                                         | «…Въ 1750—1760 годахъ зимовникъ казака Неплюя представлялъ собою настоящую слободу, торговую и промышленную…» | [ 9 ]                |
| з. Миколи Рудя (з 1749 — сл. Миколаївка)              | п.XVIII ст.                 | Самарська                      | Дніпропетровська | Синельниківський       | с.Рудево-Миколаївка                                  | | [ 4 ]                |
| с. Енгельгардтівка                                    | п.XVIII ст.                 | Кодацька                       | Дніпропетровська | Солонянський           | смт Солоне                                           | | [ 4 ]                |
| з. (Павлівка)                                         | до 1780                     | Кодацька                       | Дніпропетровська | Солонянський           | с. Павлівка                                          | | [ 4 ]                |
| з. Орди                                               | п.XVIII ст.                 | Кодацька                       | Дніпропетровська | Софіївський            | с.Ордо-Василівка                                     | | [ 4 ]                |
| з. Василя                                             | п.XVIII ст.                 | Кодацька                       | Дніпропетровська | Софіївський            | с.Ордо-Василівка                                     | | [ 4 ]                |
| з. (Миколаївка)                                       | XVI ст.                     | Кодацька                       | Дніпропетровська | Софіївський            | с. Миколаївка                                        | Миколаївка вперше згадується в історичних джерелах за 1810 р. В XVI—XVII ст. тут були запорізькі зимівники | [ 4 ]                |
| сл. Томаківка                                         | 1740                        | Кодацька                       | Дніпропетровська | Томаківський           | смт Томаківка                                        | Томаківка — старовинне запорізьке займище. В 1740 р. тут оселилися родини тих служивих, які за розпорядженням царського уряду працювали на Хортицькій верфі і при Хортицькій митниці. У 1777 р. Томаківка стала державною слободою. | [ 4 ]                |
| с. Тарасівка                                          | 1740                        | Кодацька                       | Дніпропетровська | Томаківський           | с. Вищетарасівка                                     | | [ 4 ]                |
| с. Кисличувата                                        | 1740                        | Кодацька                       | Дніпропетровська | Томаківський           | с. Кисличувата                                       | |                      |
| с. Топила                                             | 1 пол.XVIII ст.             | Кодацька                       | Дніпропетровська | Томаківський           | с. Топила                                            | Село засноване у 1-й половині XVIII ст. на місці запорізького зимівника. | [ 4 ]                |
| з. (Чумаки)                                           | 1 пол.XVIII ст.             | Кодацька                       | Дніпропетровська | Томаківський           | с. Чумаки                                            | Село виникло у 1-й половині XVIII ст. як запорізький зимівник. | [ 4 ]                |
| с. Петрівка                                           | с.XVIII ст.                 | Протовчанська                  | Дніпропетровська | Петриківський          | смт Петриківка                                       | Первісно — зимівник Петрика, з 1772 відоме як село | [ 4 ]                |
| ур. Чаплинка                                          | 1680                        | Протовчанська                  | Дніпропетровська | Петриківський          | с. Чаплинка                                          | «Около 1680 г. здѣсь нѣкоторые изъ войсковыхъ старшинъ имѣли наилучшія свои маетности, благоустроенные зимовники и хутора. …. Въ 1707 г. урочище Чаплинка значится уже въ числѣ населенныхъ мѣстностей запорожскаго казачества. Въ 1760 году Чаплинскія степи усѣяны были зимовниками и хуторами запорожскаго казачества; на нихъ было множество хатъ и мазанокъ; жители были уже люди семейные и осѣдлые» | [ 9 ]                |
| с. Бабайківка                                         | с.XVIII ст.                 | Протовчанська                  | Дніпропетровська | Царичанський           | с. Бабайківка                                        | | [ 4 ]                |
| с. Єлизаветівка                                       | 1772                        | Протовчанська                  | Дніпропетровська | Петриківський          | с. Єлизаветівка                                      | | [ 4 ]                |
| с. Бригадирівка                                       | до 1772                     | Протовчанська                  | Дніпропетровська | Петриківський          | зникло                                               | « Въ 1772 году, по распоряженію Коша запорожскаго, приходскія церкви—Бригадировская и Куриловская сняты съ своихъ неудобныхъ мѣстъ, перевезены и поставлены на другихъ болѣе удобныхъ мѣстностяхъ,—Бригадировская Свято-Покровская—въ слободахъ Лычковой, а Куриловская Свято-Георгіевская—въ слободѣ Петриковкѣ; причты и прихожане ихъ, пожелавшіе быть въ вѣдомствѣ Коша запорожскаго, также переведены въ означенныя новыя слободы; но многіе изъ поселянъ Бригадировскихъ и Куриловскихъ пожелали поселиться, вблизи стараго жилья, на мѣстѣ, недавно избранномъ и населенномъ уже ихъ же слобожанами.» | [ 9 ]                |
| ст.п. Курилівка                                       | с.XVIII ст.                 | Протовчанська                  | Дніпропетровська | Петриківський          | с. Курилівка                                         | | [ 4 ]                |
| с. Могилів                                            | 1773                        | Протовчанська                  | Дніпропетровська | Царичанський           | с. Могилів                                           | «Історії міст і сіл Української РСР» вказує на існування хутору Могили у 1773 р., а Феодосій Макаревський зазначає, що 1773 р. машканці села Могилів вже клопотали про спорудження у селі церкви. | [ 9 ]                |
| с. Шульгівка                                          | с.XVIII ст.                 | Протовчанська                  | Дніпропетровська | Царичанський           | с. Шульгівка                                         | | [ 4 ]                |
| с. Кам'янка                                           | 1596                        | Протовчанська                  | Дніпропетровська | м. Дніпро              | м. Дніпро                                            | |                      |
| з. (Широке)                                           | с.XVIII ст.                 | Інгульська                     | Дніпропетровська | Широківський           | смт Широке                                           | | [ 4 ]                |
| з. Сіромахи                                           | с.XVIII ст.                 | Бугогардівська                 | Дніпропетровська | Широківський           | с. Миколаївка                                        | | [ 4 ]                |
| с. Перевізка                                          | XVIII ст.                   | Інгульська                     | Херсонська       | Білозерський           | Міцезнаходження достеменно невідомо                  | Центр паланки | [ 22 ]               |
| с. Біла Криниця                                       |                             | Бугогардівська                 | Херсонська       | Великоолександрівський | с. Біла Криниця                                      | | [ 22 ]               |
| с. Давидів Брід                                       |                             | Інгульська                     | Херсонська       | Великоолександрівський | с. Давидів Брід                                      | | [ 22 ]               |
| с. Блакитне                                           |                             | Інгульська                     | Херсонська       | Високопільський        | с. Блакитне                                          | | [ 22 ]               |
| с. Осокорівка                                         |                             | Інгульська                     | Херсонська       | Нововоронцовський      | с. Осокорівка                                        | | [ 22 ]               |
| с. Ракова                                             |                             | Інгульська                     |                  |                        |                                                      | | [ 22 ]               |
| з. Петрівка                                           | 1738                        | Самарська                      | Запорізька       | Запорізький            | смт Балабине                                         | Село засноване наприкінці XVIII ст. на місці запорізького зимівника. «Съ 1738 года, по открытіи въ Хортицѣ русской таможни и по учрежденіи въ ней верфи для устройства русскихъ военныхъ судовъ, урочище Петровку занялъ семейный и осѣдлый народъ» | [ 9 ]                |
| сл. Кушугумівка                                       | 1770                        | Самарська                      | Запорізька       | Запорізький            | смт Кушугум                                          | | [ 4 ]                |
| з. (Лукашеве)                                         | XVIII ст.                   | Кодацька                       | Запорізька       | Запорізький            | с. Лукашеве                                          | Село виникло наприкінці XVIII ст. на місці зимівника запорізьких козаків. | [ 4 ]                |
| сл. Мичурина                                          | ?                           | Кодацька                       | Запорізька       | Запорізький            | с. Виноградівка                                      | За часи запорожців на правому березі Дніпра, проти Вільного порога, була слобідка Мичурина, показана на «Плане части реки Днепра» 1780 року. | [ 4 ]                |
| з. Калінніка Лиска (Балка Карпата)                    | XVIII ст.                   | Самарська                      | Запорізька       | Вільнянський           | с. Преображенка                                      | За часів Запорізької Січі козак Лиско поставив на правому березі р. Конки великий зимівник (1772). Наприкінці XVIII ст. збіглі селяни, козаки і солдати заснували тут кілька поселень. Так бл. 1783 р.виник і Оріхів. | [ 4 ]                |
| з. (Жеребець/Таврійське)                              | 1745—1765                   | Самарська                      | Запорізька       | Оріхівський            | с. Таврійське                                        | В 1770 р. тут розпочато будівництво Кряжевої фортеці, що входила до складу Дніпровської укріпленої лінії. Поблизу фортеці засновано хутір Жеребець, де мешкали відставні солдати та будівельники. | [ 23 ]               |
| з. Кузьми Бесараба                                    | ?                           | Самарська                      | Запорізька       | Вільнянський           | с.Петро-Свистунове з 1779                            | | [ 24 ]               |
| з. Велегури                                           | ?                           | Самарська                      | Запорізька       | Вільнянський           | с. Андріївка                                         | | [ 24 ]               |
| сл. Барвінкове                                        | 1651                        | Орільська                      | Харківська       | Барвінківський         | смт Барвінківка                                      | На горі Чумацькій була збудована дерев'яна фортеця з потайним ходом до води. Тут містився козачий дозір. Навколо слободи були запорізькі зимівники, які відігравали важливу роль в боротьбі з татарськими набігами. У 1760 році граф Капніст надіслав у Барвінкове 200 козаків з своїм утриманням. | [ 4 ]                |
| сл. Шебелинка                                         | 1681                        | Орільська                      | Харківська       | Балаклійський          | смт Шебелинка                                        | | [ 4 ]                |
| ст.п. (Грушуваха)                                     | к.XVII ст.                  | Орільська                      | Харківська       | Барвінківський         | с. Грушуваха                                         | Слобода Грушуваха заснована наприкінці XVII століття як козацький форпост | [ 4 ]                |
| с. Добровілля                                         | п.XVII ст.                  | Орільська                      | Харківська       | Близнюківський         | с. Добровілля                                        | Перші згадки про Добровілля припадають на 30-ті рр. XVII століття. Село було засноване «служилими людьми» для охорони кордонів | [ 4 ]                |
| с. Зачепилівка                                        | к.XVII ст.                  | Орільська                      | Харківська       | Зачепилівський         | смт Зачепилівка                                      | Точної дати заснування села не встановлено. За одними відомостями, Зачепилівка виникла в першій половині XVII ст. в результаті запорізької колонізації; за іншими — заснування села припадає на кінець XVII — початок XVIII ст., коли вихідці з Полтавського полку осіли хуторами по річках Орчику, Берестовій та Орелі. Серед селищ на річці Берестовій згадується і Зачепилівка. | [ 4 ]                |
| с. Миколаївка                                         | XVII ст.                    | Орільська                      | Харківська       | Зачепилівський         | с. Миколаївка                                        | | [ 4 ]                |
| с. Мажарове                                           | с.XVIII ст.                 | Орільська                      | Харківська       | Зачепилівський         | с.Старе Мажарове                                     | | [ 4 ]                |
| с. Петрівка                                           | к.XVII ст.                  | Орільська                      | Харківська       | Красноградський        | с. Петрівка                                          | З 1764 року село входить до складу Іванівської сотні Донецького пікінерського полку, який охороняв Українську укріплену лінію від татар. У вересні 1769 року татари напали на Петрівку і забрали в полон багато жителів | [ 4 ]                |
| с. Циглерівка                                         | 1764                        | Орільська                      | Харківська       | Красноградський        | с. Сосновка                                          | Соснівка виникла в 1764 р., коли підполковникові Курського полку фон Циглеру були відведені землі по річці Берестовій перед Українською укріпленою лінією. В його обов'язок входило створення на цих землях нових сіл. Одне з таких поселень було назване Циглерівкою. | [ 4 ]                |
| с. Єфремівка                                          | 1730                        | Орільська                      | Харківська       | Первомайський          | с. Єфремівка                                         | | [ 4 ]                |
| с. Михайлівка                                         | 1732                        | Орільська                      | Харківська       | Первомайський          | с. Михайлівка                                        | | [ 4 ]                |
| с. Одрадове                                           | к.XVII ст.                  | Орільська                      | Харківська       | Первомайський          | с. Одрадове                                          | | [ 4 ]                |
| с. Берека                                             | 1675                        | Орільська                      | Харківська       | Первомайський          | Берека                                               | | [ 4 ]                |
| с. Олексіївка                                         | 1731                        | Орільська                      | Харківська       | Первомайський          | с. Олексіївка                                        | Заснована Олексіївка в 1731 р. у зв'язку з спорудженням фортеці, яка входила до Української оборонної лінії. | [ 4 ]                |
| с. Роздолля                                           | XVII ст.                    | Орільська                      | Харківська       | Первомайський          | с. Роздолля                                          | | [ 4 ]                |
| х. Чернещина                                          | 1756                        | Орільська                      | Харківська       | Сахновщинський         | с. Багата Чернещина                                  | В «Описи хуторов и слобод, находящихся за Украинской линией» (1760 р.) вказується, що на р. Орілі в 1756 році було засновано хутір полтавського христовоздвиженського монастиря з трьома жителями. | [ 4 ]                |
| х. Мандрики                                           | к.XVII ст.                  | Кальміуська                    | Донецька         | м. Донецьк             | околиця м. Донецьк                                   | Заселення території нинішнього Донецька почалося наприкінці XVII ст., коли у верхів'ях ріки Кальміусу, на її правому березі, в урочищі Олександрівці осідали зимівниками і хуторами заможні січовики-запорожці разом зі своїми сім'ями і наймитами. Нижче по Кальміусу запорожець Мандрика заснував зимівник — Мандрикине. | [ 4 ]                |
| с. Ковпакове                                          | к.XVII ст.                  | Кальміуська                    | Донецька         | Амвросіївський         | с. Білоярівка                                        | Білоярівку засновано наприкінці XVII — на початку XVIII ст. Спочатку тут було с. Ковпакове, поблизу якого виникли села Іванівна та Олександрівка. У 1861 році 3 села злилися в одне. | [ 4 ]                |
| с. Брянцівка                                          | к.XVII ст.                  | Кальміуська                    | Донецька         | Бахмутський            | м. Соледар                                           | В останній чверті XVII ст., коли в районі річки Бахмутки почали видобувати сіль, навколо соляних промислів виникло село Брянцівка. Першими його мешканцями були козаки Ізюмського полку й переселенці з північних областей України. | [ 4 ]                |
| м. Бахмут                                             | 1571                        | Кальміуська                    | Донецька         | Бахмутський            | м. Бахмут                                            | | [ 4 ]                |
| с. Калинівка                                          | п.XVII ст.                  | Кальміуська                    | Донецька         | Бахмутський            | с. Калинівка                                         | | [ 4 ]                |
| с. Кодема                                             | XVII ст.                    | Кальміуська                    | Донецька         | Бахмутський            | с. Кодема                                            | | [ 4 ]                |
| х. Ступки                                             | п.XVIII ст.                 | Кальміуська                    | Донецька         | Бахмутський            | с. Іванівське                                        | Село виникло у XVIII ст. на базі хутора Ступки (або при річці Вершина Ближніх Ступок) і спочатку називалося Іванівкою. Въ 1731—1732 годахъ протопопъ Лукьяновъ на доходы со «Ступокъ» устроилъ въ Бахмутѣ Покровскую церковь | [ 4 ]                |
| 15-та рота                                            | 1754                        | Кальміуська                    | Донецька         | Бахмутський            | с. Луганське                                         | Заснування села і походження його попередньої назви пов'язане з розміщенням у цій місцевості в 1754 році п'ятнадцятої роти Бахмутського гусарського сербського полку. Пізніше тут оселилися волохи, переселенці з Курської, Полтавської, Чернігівської і Харківської губерній. Серби, волохи та ін. поступово засвоїли українську мову, звичаї, побут і по суті злилися з місцевим населенням. | [ 4 ]                |
| 1-ша рота                                             | 1753                        | Кальміуська                    | Донецька         | Бахмутський            | с. Серебрянка                                        | Засноване село у 1753 році як поселення першої роти пікінерського полку | [ 4 ]                |
| з. Андрія Салогуба                                    | 1660                        | Самарська                      | Донецька         | Великоновосілківський  | с. Андріївка                                         | Андріївку засновано у 1660 р. на місці зимівника козацького старшини Андрія Сологуба. Або: "Здѣсь когда-то, въ дрѣвнейшія времена, сидели зимовникомъ чины и рабочіе запорожской гребной флотиліи; въ 1680 году здѣсь,…жила и скрывалась часть запорожской береговой стражи, т. е. Алексѣевской. … въ началѣ 1770 года всю эту мѣстность на огромномъ пространствѣ околичной земли занялъ абшитованный отставной воинскій старшина Андрей Салогубъ, открылъ здѣсь свой зимов-никъ, " | [ 4 ]                |
| з. Олексія Петренка                                   | XVII ст.                    | Самарська                      | Донецька         | Великоновосілківський  | с. Олексіївка                                        | «Мѣстность нынѣшней слободы Алексѣевки—одно изъ древнѣй-шихъ и извѣстнѣйшихъ запорожскому казачеству урочищъ, одно изъ старожитныхъ и стародавнихъ поселеній его» | [ 9 ]                |
| с. Майорське                                          | п.XVIII ст.                 | Кальміуська                    | Донецька         | Великоновосілківський  | с. Старомайорське                                    | | [ 4 ]                |
| с. Государів Байрак                                   | 1754                        | Кальміуська                    | Донецька         | м.Горлівка             | північна частина м. Горлівка                         | Поселенці на території Горлівки з'явилися на поч. XVIII ст., коли запорізькі козаки засновували тут зимівники по річках. З 2-ї пол. XVIII ст. для несення прикордонної охоронної служби тут були оселені вихідці з Балкан. Сформовані з них 2 полки розселили ротами по хуторах. Так виникло і село Государів Байрак, де в 1754 р. стояла 9-а рота (нині у Калінінському районі Горлівки). Зимівники у балці Сухому Яру та в урочищі Жованому Лісі у 1776 р. злилися у слободу Зайцеве, південну частину якої назвали Микитівкою за ім'ям одного з жителів Микити Дев'ятилова. | [ 4 ]                |
| ур. Жований Ліс                                       |                             | Кальміуська                    | Донецька         | м.Горлівка             | північне передмістя м. Горлівка                      | Поселенці на території Горлівки з'явилися на поч. XVIII ст., коли запорізькі козаки засновували тут зимівники по річках. З 2-ї пол. XVIII ст. для несення прикордонної охоронної служби тут були оселені вихідці з Балкан. Сформовані з них 2 полки розселили ротами по хуторах. Так виникло і село Государів Байрак, де в 1754 р. стояла 9-а рота (нині у Калінінському районі Горлівки). Зимівники у балці Сухому Яру та в урочищі Жованому Лісі у 1776 р. злилися у слободу Зайцеве, південну частину якої назвали Микитівкою за ім'ям одного з жителів Микити Дев'ятилова. | [ 4 ]                |
| ур. Сухий Яр                                          |                             | Кальміуська                    | Донецька         | м.Горлівка             | північне передмістя м. Горлівка                      | Поселенці на території Горлівки з'явилися на поч. XVIII ст., коли запорізькі козаки засновували тут зимівники по річках. З 2-ї пол. XVIII ст. для несення прикордонної охоронної служби тут були оселені вихідці з Балкан. Сформовані з них 2 полки розселили ротами по хуторах. Так виникло і село Государів Байрак, де в 1754 р. стояла 9-а рота (нині у Калінінському районі Горлівки). Зимівники у балці Сухому Яру та в урочищі Жованому Лісі у 1776 р. злилися у слободу Зайцеве, південну частину якої назвали Микитівкою за ім'ям одного з жителів Микити Дев'ятилова. | [ 4 ]                |
| ур. Житий Яр                                          |                             | Кальміуська                    | Донецька         | м.Горлівка             | північне передмістя м. Горлівка                      | Поселенці на території Горлівки з'явилися на поч. XVIII ст., коли запорізькі козаки засновували тут зимівники по річках. З 2-ї пол. XVIII ст. для несення прикордонної охоронної служби тут були оселені вихідці з Балкан. Сформовані з них 2 полки розселили ротами по хуторах. Так виникло і село Государів Байрак, де в 1754 р. стояла 9-а рота (нині у Калінінському районі Горлівки). Зимівники у балці Сухому Яру та в урочищі Жованому Лісі у 1776 р. злилися у слободу Зайцеве, південну частину якої назвали Микитівкою за ім'ям одного з жителів Микити Дев'ятилова. | [ 4 ]                |
| ур. Залізна Балка                                     | XVII ст.                    | Кальміуська                    | Донецька         | м.Горлівка             | західне передмістя м. Горлівка                       | «Въ 1696 и 1707 годахъ на речке Железной и въ балке Железной, при р. Кривомъ Торцѣ существовало нѣсколько зимовниковъ и хуторовъ запорожскаго казачества. ….Казакъ запорожецъ Прокопъ Дьяченко, въ 1770 году, занялъ всю эту мѣстность, завелъ здѣсь обширный зимовникъ, устроилъ въ немъ нѣсколько землянокъ и хатъ-мазанокъ» | [ 9 ]                |
| ст.п. Дружківка                                       | XVII ст.                    | Кальміуська                    | Донецька         | м. Дружківка           | м. Дружківка                                         | У XVII ст. на Кривому Торці виник козацький сторожовий пост Дружківка. | [ 4 ]                |
| с. Золотий Колодязь                                   | 1680                        | Самарська                      | Донецька         | Добропільський         | с. Золотий Колодязь                                  | | [ 4 ]                |
| с. Криворіжжя                                         | 1 пол.XVIII ст.             | Самарська                      | Донецька         | Добропільський         | с. Криворіжжя                                        | | [ 4 ]                |
| Олександро-Калинове                                   | с.XVIII ст.                 | Кальміуська                    | Донецька         | Костянтинівський       | с.Олександро-Калинове                                | | [ 4 ]                |
| ур. Гришине                                           | к.XVI ст.                   | Самарська                      | Донецька         | Покровський            | с. Гришине                                           | Осіле населення у цій місцевості з’явилося на початку XVI ст., коли запорізькі козаки, поступово заглиблюючись у лівобережні степи, просунулися до верхів’їв рік Самари, Вовчої, де заснували ряд зимівників. За переказами, першим оселився тут запорожець Гриша, від імені якого поселення й дістало свою назву. Между Быкомъ и Добровками могила розроблена. Отъ тѣхъ-же урочищь на вершинѣ Гришиной балки могила розроблена и тамо козакъ куреня Динскаго (Донскаго) Гриша давними временами татарами пострѣлянъ, потому и балка называется Гришиной. Отъ тѣхъ-же врочищь, просто соперникомъ, изъ Запорожскихъ дачъ балка прозываемая Торъ-Казенный Куреня Кущѣвского Левко Бѣлокѣн, зимовникъ его в урочищи Гришином | [ 25 ] [ 26 ] [ 27 ] |
| с. Сергіївка                                          | к.XVII ст.                  | Самарська                      | Донецька         | Покровський            | с. Сергіївка                                         | Заснування села відноситься до 1670—1690 рр. | [ 4 ]                |
| ур. Балка Холодна                                     | 1750                        | Самарська                      | Донецька         | Покровський            | смт Гродівка                                         | | [ 9 ]                |
| з. Макєєва                                            | к.XVII ст.                  | Кальміуська                    | Донецька         | м.Макіївка             | м. Макіївка                                          | Наприкінці XVII ст. тут було займище, заснування якого, за народними переказами, приписується Макєєву. Перші писемні свідчення про село Макіївку датуються 1815 роком. | [ 4 ]                |
| х. (Нижня Кринка)                                     | XVII ст.                    | Кальміуська                    | Донецька         | м. Макіївка            | смт Нижня Кринка                                     | | [ 4 ]                |
| с. Старомихайлівка                                    | 1747                        | Кальміуська                    | Донецька         | Мар'їнський            | смт Старомихайлівка                                  | | [ 4 ]                |
| Крива Коса                                            | 1750                        | Кальміуська                    | Донецька         | Новоазовський          | смт Сєдове                                           | Заселення Кривої Коси почалося з 1750 року, коли тут виникли риболовецькі стани запорізьких і донських козаків | [ 4 ]                |
| с. Олександрівка                                      | 1762                        | Орільська                      | Донецька         | Олександрівський       | смт Олександрівка                                    | У 1762 р. землі, де заснували село, одержав від уряду генерал-поручик Норов | [ 4 ]                |
| х. (Степанівка/Кохове)                                | XVIII ст.                   | Самарська                      | Донецька         | Олександрівський       | с. Степанівка                                        | Заселення цієї місцевості належить до початку XVIII ст. Тоді тут стояли сторожові пости для захисту півдня країни від нападів турецьких і татарських загарбників. Після російсько-турецької війни 1768—1774 рр. ці землі одержав поручик Кох, курський поміщик. На цей час тут уже був безіменний хутір з 10 селянських хат з українським населенням. | [ 4 ]                |
| с. Іверське                                           | п.XVIII ст.                 | Самарська                      | Донецька         | Олександрівський       | с. Іверське                                          | | [ 4 ]                |
| с. Предтечеве                                         | с.XVIII ст.                 | Орільська                      | Донецька         | Олександрівський       | с. Михайлівка                                        | | [ 4 ]                |
| сл. Покрово-Кирєєво                                   | 1740                        | Кальміуська                    | Донецька         | Старобешівський        | с. Кумачове                                          | | [ 4 ]                |
| сл. Олексіївка                                        | 1770-ті                     | Кальміуська                    | Донецька         | м. Торез               | м. Торез                                             | Селяни з України стали першими жителями слободи Олексіївки, що виникла на території нинішнього міста на початку 70-х років XVIII століття. | [ 4 ]                |
| х. Авдія                                              | с.XVIII ст.                 | Кальміуська                    | Донецька         | Ясинуватський          | м.Авдіївка                                           | | [ 4 ]                |
| с. Скотувата                                          | 1772                        | Кальміуська                    | Донецька         | Ясинуватський          | смт Верхньоторецьке                                  | Скотувата заснована на місці запорізького зимівника у 1772 р. | [ 4 ]                |
| ур. Ясенувате                                         | 1690                        | Кальміуська                    | Донецька         | Ясинуватський          | м.Ясенувата                                          | «при урочищѣ Ясеноваткѣ, зимовникомъ и хуторомъ въ 1690 году, сидело нѣсколько отшельниковъ, абшитованныхъ запорожцевъ, занимавшихся пчеловодствомъ, скотоводствомъ и рыбальчествомъ» | [ 4 ]                |
| Кам'яний брод                                         | XVII ст.                    | Кальміуська                    | Луганська        | м.Луганськ             | м. Луганськ                                          | На лівому березі Лугані (нинішній Кам'янобродський район міста) і в селищі Вергунці (Жовтневий район міста) в XVII ст. жили запорізькі козаки | [ 4 ]                |
| с. Вергунка                                           |                             | Кальміуська                    | Луганська        | м.Луганськ             | м. Луганськ                                          | На лівому березі Лугані (нинішній Кам'янобродський район міста) і в селищі Вергунці (Жовтневий район міста) в XVII ст. жили запорізькі козаки | [ 4 ]                |
| с. Іванівка                                           | 1770                        | Кальміуська                    | Луганська        | Антрацитівський        | смт Іванівка                                         | Заснована Іванівка в 1771 р. полковником Штеричем. Спочатку являла собою типову поміщицьку садибу. В середині XIX століття стала торговим містечком | [ 4 ]                |
| с. Маломиколаївка                                     | п.XVIII ст.                 | Кальміуська                    | Луганська        | Антрацитівський        | смт Маломиколаївка                                   | | [ 4 ]                |
| с. Микитівка                                          | к.XVII ст.                  | Кальміуська                    | Луганська        | Антрацитівський        | с. Микитівка                                         | | [ 4 ]                |
| ур. Мечетний Яр (з. Петра Довгаля)                    | XVIII ст.                   | Кальміуська                    | Луганська        | Антрацитівський        | с. Красний Кут                                       | «балка Мечетна и балка Глубокій Яръ, при нынѣшнемъ Красномъ Кутѣ, изъ давнихъ лѣтъ, во всей подробности, извѣстны и знакомы были запорожскому казачеству. Тутъ сиделъ зимовникомъ абшитованный, отставной войсковый старшина, знаменитый Петръ Довгаль» | [ 9 ]                |
| ур. Глибокий Яр                                       | XVIII ст.                   | Кальміуська                    | Луганська        | Антрацитівський        | с. Красний Кут                                       | «балка Мечетна и балка Глубокій Яръ, при нынѣшнемъ Красномъ Кутѣ, изъ давнихъ лѣтъ, во всей подробности, извѣстны и знакомы были запорожскому казачеству. Тутъ сиделъ зимовникомъ абшитованный, отставной войсковый старшина, знаменитый Петръ Довгаль» | [ 9 ]                |
| с. Яр Кам'яний                                        | 1696—1730                   | Кальміуська                    | Луганська        | м.Брянка               | м. Брянка                                            | У 1730 р. об'єдналось з с. Протік Гриценків у с. Лозову | [ 4 ]                |
| с. Протік Гриценків                                   | 1707—1730                   | Кальміуська                    | Луганська        | м.Брянка               | м. Брянка                                            | У 1730 р. об'єдналось з с. Яр Кам'яний у с. Лозову | [ 4 ]                |
| с. Лозова                                             | 1730                        | Кальміуська                    | Луганська        | м. Брянка              | м.Брянка                                             | Перші поселенці на території Брянки з'явилися в 1696 р. Вони заснували селище Яр Кам'яний. В 1707 р. неподалік від селища виник другий населений пункт, що дістав назву Протік Гриценків — за ім'ям сотника Гриценка; в 1730 році вони об'єдналися, утворивши село Лозову. | [ 4 ]                |
| с. Макарів Яр                                         | 1660                        | Кальміуська                    | Луганська        | Краснодонський         | с. Макарів Яр                                        | Перше поселення на території села виникло у 1660 р., коли за розпорядженням Запорізького кошу тут було розміщено частину Суходільського сторожового пікету. Близько 1738 р. на місці теперішнього села поселився колишній запорізький козак Макар Безрідний, побудувавши тут великий зимівник з багатьма землянками. В 1773 році поселення Макарів Яр, що виросло на місці зимівника, було передане як рангова дача сербському полковнику А. Г. Рашковичу | [ 4 ]                |
| Суходіл                                               | 1650                        | Кальміуська                    | Луганська        | Краснодонський         | с. Суходіл                                           | «Суходоль—селеніе древнѣйшее, земля стародавняя, старожитная…. Въ 1650 году здѣсь стояли запорожскіе пикеты, въ землянкахъ и зимовникахъ жило двѣ сотни запорожскаго казачества, для наблюденія за донскими казаками. Въ 1704 году въ балкѣ „Сухой“ о въ яру „Холодовомъ“ жило нѣсколько семействъ запорожскаго казачества» | [ 9 ]                |
| сл. Лисичий Байрак                                    | 1710                        | Кальміуська                    | Луганська        |                        | м.Лисичанськ                                         | | [ 4 ]                |
| с. Білогорівка                                        | 1720                        | Кальміуська                    | Луганська        |                        | с. Білогорівка                                       | | [ 4 ]                |
| с. Михайлівка                                         | 1760                        | Слов'яносербія                 | Луганська        |                        | с. Березівське                                       | | [ 4 ]                |
| с. Калинове (13 рота)                                 | 1720                        | Кальміуська                    | Луганська        |                        | смт Калинове                                         | Калинове засноване в 1720 році. В середині XVIII століття тут розміщувалася 13 рота Бахмутського гусарського полку, тому й село називали Тринадцятою Ротою | [ 4 ]                |
| с. Мирна Долина                                       | 1773                        |                                | Луганська        |                        | с. Мирна Долина                                      | | [ 4 ]                |
| с. Асесорське (Привільне)                             | 1695                        | Кальміуська                    | Луганська        |                        | м. Привілля                                          | | [ 4 ]                |
| сл. Ольхова (Успенка)                                 | 1755                        | Слов'яносербія                 | Луганська        | Лутугинський           | с. Успенка                                           | З 1764 року село стало називатися Успенкою. | [ 4 ]                |
| с. Біле                                               | 1705                        | Кальміуська                    | Луганська        | Лутугинський           | смт Біле                                             | | [ 4 ]                |
| с. Коноплянівка                                       | с.XVIII ст.                 | Кальміуська                    | Луганська        | Лутугинський           | с. Георгіївка                                        | Перша згадка про селище відноситься до середини XVIII ст., тоді називалося Коноплянівкою, складалося з двох громад — Георгіївської та Богородицької | [ 4 ]                |
| с. Іллірія                                            | XVII ст.                    | Кальміуська                    | Луганська        | Лутугинський           | с. Іллірія                                           | | [ 4 ]                |
| с. Першозванівка                                      | 1766                        |                                | Луганська        | Лутугинський           | с. Першозванівка                                     | | [ 4 ]                |
| сл. Луганчик                                          | 1766                        |                                | Луганська        |                        |                                                      | | [ 4 ]                |
| с. Петро-Мар'ївка                                     | 1765                        |                                | Луганська        | м. Первомайськ         | м. Первомайськ                                       | | [ 4 ]                |
| с. Бугаївка                                           | с.XVIII ст.                 | Кальміуська                    | Луганська        | Перевальський          | с. Бугаївка                                          | | [ 4 ]                |
| з. Харка                                              | XVII ст.                    | Кальміуська                    | Луганська        | Перевальський          | смт Михайлівка                                       | | [ 4 ]                |
| с. Селезнівка                                         | XVII ст.                    | Кальміуська                    | Луганська        | Перевальський          | смт Селезнівка                                       | | [ 4 ]                |
| сл. Комишуваха                                        | 1770                        | Кальміуська                    | Луганська        | Попаснянський          | с. Комишуваха                                        | | [ 9 ]                |
| ст.п. (Підгірне)                                      | 1740                        | Кальміуська                    | Луганська        | Слов'яносербський      | м. Слов'яносербськ                                   | Перша згадка в історичних документах про існування сторожового поста, з зимівниками й хуторами на місці теперішнього Слов'яносербська відноситься до 1740 р. В 1753 р. сербами та іншими слов'янами тут було засноване село Підгірне. У Підгірному пізніше розміщувалась і 8-а рота Бахмутського полку | [ 4 ]                |
| с. Черкаський Брід                                    | 1645                        | Кальміуська                    | Луганська        | Слов'яносербський      | м.Зимогір'я                                          | Перші поселенці запорізькі козаки почали оселятися тут у 1645—1647 рр. | [ 4 ]                |
| с. Жовтий Яр/9-та рота                                | 1700                        | Кальміуська                    | Луганська        | Слов'яносербський      | с. Жовте                                             | Село засноване у 1700 році військовими поселенцями, яких оселив тут уряд для охорони південних кордонів російської держави. Перша назва — Жовтий Яр. У 1756 році тут була розміщена 9-та рота Бахмутського гусарського полку і назва села змінилася на Дев'яту Роту. | [ 4 ]                |
| с. Кримська Яма                                       | 1725                        | Кальміуська                    | Луганська        | Слов'яносербський      | с.Кримське                                           | Перші згадки про Кримське відносяться до 1725—1740 рр., коли відоме воно було під назвою Кримська Яма. Тут розміщалася 6-та рота Бахмутського полку. | [ 4 ]                |
| сл. Нижня                                             | 1745                        | Кальміуська                    | Луганська        | Слов'яносербський      | с. Нижне                                             | «На этой мѣстности, …, съ 1745 года, въ мирное и спокойное время, зимовниками и хуторами, въ землянкахъ и шалашахъ, постоянно жило нѣсколько семействъ людей малороссійской націи. Въ 1754 году, по распоряженію Шевича и Депрерадовичева, къ нимъ помѣщены на всегдашнее жительство православные иностранцы,— молдаване и волохи, въ числѣ ста самействъ. Соединившись вмѣстѣ, малоросы, молдоване и волохи, дружно начали благоустроять свою новую слободу, назвали ее слободою Низшею, Нижнею.» | [ 9 ]                |
| с. Миколаївка                                         | XVII ст.                    | Кальміуська                    | Луганська        | Станично-Луганський    | с. Миколаївка                                        | | [ 4 ]                |
| з. Шовковий протік                                    | 1680                        | Кальміуська                    | Луганська        | Лутугинський           | с. Шовкова Протока                                   | «Въ 1680 году здѣсь сидело зимовниками и хуторами нѣсколько войсковыхъ старшинъ съ семействами, съ челядью и наймитами. Въ 1707 году урочище „Шолковый протокъ“ значится въ числѣ населенныхъ мѣстностей запорожскаго казачества» | [ 9 ]                |
| сл. Нижня                                             | 1769                        | Кальміуська                    | Ростовська       | Неклинівський          | с. Миколаївка                                        | |                      |
| сл. Середня                                           | 1769                        | Кальміуська                    | Ростовська       | Неклинівський          | с. Троїцьке                                          | |                      |
| сл. Верхня (Вища)                                     | 1769                        | Кальміуська                    | Ростовська       | Неклинівський          | с. Покровське                                        | |                      |
| сл. Койсюг                                            | 1769                        |                                | Ростовська       | м.Батайськ             | м. Батайськ                                          | |                      |
| сл. Кагальник                                         | 1736                        |                                | Ростовська       | Азовський              | с. Кагальник                                         | |                      |
| сл. Черкаськ                                          | 1569                        |                                | Ростовська       | Аксайський             | ст.Старочеркаська                                    | |                      |
| з. Батайське                                          | 1769                        |                                | Ростовська       | м.Батайськ             | м. Батайськ                                          | |                      |

Деякі населені пункти позначені як «села» (як згадуються у джерелах), яле здебільше села стали з'являтися на Запорожжі на завершальному етапі в північних регіонах (і особливо після ліквідації Січі і нововведень 1775 р.), і тут більшість населених пунктів, позначенних як «село», на 1775 р. були ще зимівниками.

## Довідково
- 1556 — утворення на Запорожжі на Томаківському острові першої Січі
- 1572 — універсалом короля Сигізмунда II Авґуста утворене реестрове козацьке військо у складі 300 козаків
- 1648 — 1709 — участь запорожців у Визвільній війні і наступних подіях; Запорожжя періодично потрапляє під контроль сусідніх держав (Польщі, Туреччини, Росії). На 1709 — під управлінням українського Гетьмана Івана Мазепи
- 1687, 1689 — кримські походи московсько-українських військ
- 1700-1721 — Велика Північна війна між Москвою і Швецією
- 1709 — за підтримку Гетьмана Івана Мазепи і шведів за наказом московського царя Петра І Запорозьку Січ знищено, багатьох запорожців страчено, вцілілі втекли на пониззя Дніпра у турецькі володіння, де збудували нову Січ в Олешках.
- 1710-1713 — Московсько-турецька війна
- 1711 — внаслідок поразки Петра І у поході проти турок Москва передає контроль над Запорожжям Османській імперії, кордон пролягає між Оріллю і Самарой.
- 1731 — початок спорудження Української оборонної лінії вздовж Орелі
- 1734 — Лубенський договір: запорозькі козаки отримують певні права і повертаються на батьківщину, заснування Нової Січі на р. Підпільна. Визначення кордонів між запорозькими і мусульманськими володіннями.
- 1735-1739 — Московсько-турецька війна
- 1742 — утворення на північно-західних землях Запорожжя Архангелогородської сотні Миргородського полку; 1744 — Крилівської, 1748 — Цибулівської.
- 1747 — визначення кордонів між землями запорозьких і донських козаків, внаслідок чого запорожці втратили право на території на схід від Кальміусу.
- 1752-1753 — утворення на запорозьких землях іноземних військових поселень (провінцій) Нової Сербії та Слов'яносербії, а також Новослобідського козацького полку.
- 1764 — з Новой Сербії та Новослобідського козацького полку створено Новоросійську губернію; ліквідація Гетьманського правління і утворення Малоросійської губернії на Лівобережжі.
- 1768-1774 — Московсько-турецька війна
- 1768-1769 — останні великі набіги кримських татар на українські землі.
- 1770-1771 — будівництво по р. Конка та р.Берда (кордон з Кримським ханством) Дніпровської укріпленої лінії з низкою фортець.
- 1775 — знищення московськими військами Запорозької Січі, ліквідація Вольностей Запорозьких і запровадження загальноросійських порядків на Запорожжі. Землі Запорожжя стали роздавати російським дворянам в «рангові дачі», саму територію розділили між Новоросійською (Правобережжя) та новоствореною Азовською губерніями.